# Alison Arngrim
Alison Margaret Arngrim (Nueva York, 18 de enero de 1962) es una actriz estadounidense, conocida especialmente por haber interpretado el papel de Nellie Oleson en la serie de televisión La casa de la pradera. 

## Biografía
Arngrim accedió a la popularidad más allá de las fronteras de su país natal, siendo aun una niña gracias al papel de la antipática, consentida y petulante Nellie Oleson, el contrapunto de Laura Ingalls (Melissa Gilbert) en la famosa serie de TV La casa de la pradera. Interpretó el personaje durante siete años, entre 1974 y 1981, convirtiéndose en uno de los rostros más conocidos a nivel mundial de la pequeña pantalla en la década de los setenta.
Tras la cancelación de la serie, ha aparecido puntualmente en algunas series y películas. También ha desarrollado una carrera teatral, incluyendo Confessions d'une garce de la prairie, estrenada en Francia y en la que rememora la grabación de la serie que la hizo famosa.
No obstante, su actividad se centra en proyectos benéficos, especialmente de lucha contra el sida y los abusos a la infancia - que ella misma reconoció haber padecido -.

## Filmografía
| Año       | Título                                                    | Rol                | Notas                                                       |
| --------- | --------------------------------------------------------- | ------------------ | ----------------------------------------------------------- |
| 1974      | Throw Out the Anchor!                                     | Stevie             | película                                                    |
| 1974–1982 | Little House on the Prairie                               | Nellie Oleson      | Regular (104 episodios)                                     |
| 1981      | The Love Boat                                             | Becky Daniels      | Episodio: Tony and Julie/Separate Beds/America's Sweetheart |
| 1981      | La isla de la fantasía                                    | Lisa Blake         | Episodio: "Elizabeth's Baby/The Artist and the Lady"        |
| 1983      | I Married Wyatt Earp                                      | Amy                | película para televisión                                    |
| 1986      | Video Valentino                                           | Trixie             | cortometraje                                                |
| 2000      | For the Love of May                                       | Jude               | cortometraje                                                |
| 2002      | The Last Place on Earth                                   | Party Toast        | película                                                    |
| 2007      | Le deal                                                   | Edith              | película                                                    |
| 2009      | Make the Yuletide Gay                                     | Heather Mancuso    | película                                                    |
| 2009      | The Bilderberg Club: Meet the Shadow One World Government | Dr. Samantha Klein | cortometraje                                                |
| 2012      | Livin' the Dream                                          | Debbie Sweat       | cortometraje                                                |
| 2015      | The Comeback Kids                                         | ella misma         | Episodio: "Child Star Support Group: Part 2"                |
| 2015      | CPR Talent Agency                                         | ella misma         | episodio piloto de televisión                               |
| 2015      | Life Interrupted                                          | Ally Hughes        | película para televisión                                    |
| 2016      | The Mephisto Box                                          | Leeza              | Preproducción                                               |

- Datos: Q265540
- Multimedia: Alison Arngrim / Q265540